# سردنگی ستاتوواتس
سردنگی ستاتوواتس (به صربی: Srednji Statovac) یک منطقهٔ مسکونی در صربستان است که در پروکوپلیه واقع شده‌است. سردنگی ستاتوواتس ۳۸ نفر جمعیت دارد.